# Satoru Noda
Satoru Noda (野田 知 Noda Satoru?), född 19 mars 1969, är en japansk tidigare fotbollsspelare.
I december 1988 blev han uttagen i japans trupp till Asiatiska mästerskapet i fotboll 1988.